# Metamya flavia
Metamya flavia là một loài bướm đêm thuộc phân họ Arctiinae, họ Erebidae.